# Tracey Belbin
Tracey Lee Belbin, née le 24 juin 1967 à Cairns (Australie), est une ancienne joueuse australienne de hockey sur gazon. Elle est championne olympique en 1988.

## Carrière
Tracey Belbin fait partie de l'équipe australienne de hockey sur gazon qui remporte la médaille d'or du tournoi féminin lors des Jeux de 1988. Après avoir battu l'équipe régnante des Pays-Bas 3-2 en demi-finale, elles battent les Sud-Coréeennes en finale 2-0. Elle est la plus jeune membre de l'équipe et joue en tant que défendeure. Toujours membre de l'équipe australienne lors des Jeux de 1992, elle termine 5e.
Après sa retraite sportive, elle devient entraîneuse pour plusieurs équipes internationale dont l'Afrique du Sud (1995-1996) et les États-Unis (1999-2000).

## Distinctions
Elle entre au Queensland Sport Hall of Fame en 2009 et reçoit le Award of Merit de Hockey Australia en 2023. En 2021, elle est ajoutée au Hockey Australie Hall of Fame.

## Palmarès

### Jeux olympiques
- médaille d'or du tournoi féminin en 1988 à Séoul,  Corée du Sud